# توپ طلای ۱۹۸۹
توپ طلای ۱۹۸۹ (فرانسوی: 1989 Ballon d'Or‎) ۳۴مین رویداد سالیانهٔ توپ طلا بود که از سوی مجلهٔ فرانس فوتبال به بهترین بازیکن فوتبال در سال ۱۹۸۹ اعطا گردید که در این سال، مارکو فان باستن برندهٔ توپ طلا شد.

## رتبه‌بندی
| ردیف | نام                  | باشگاه                         | ملیت                             | امتیاز |
| ---- | -------------------- | ------------------------------ | -------------------------------- | ------ |
| ۱    | مارکو فان باستن      | باشگاه فوتبال آ.ث. میلان       | هلند                             | ۱۱۹    |
| ۲    | فرانکو بارزی         | باشگاه فوتبال آ.ث. میلان       | ایتالیا                          | ۸۰     |
| ۳    | فرانک ریکارد         | باشگاه فوتبال آ.ث. میلان       | هلند                             | ۴۳     |
| ۴    | لوتار ماتئوس         | باشگاه فوتبال اینتر میلان      | آلمان غربی                       | ۲۴     |
| ۵    | پیتر شیلتون          | باشگاه فوتبال دربی کانتی       | انگلستان                         | ۲۲     |
| ۶    | دراگان استویکوویچ    | باشگاه فوتبال ستاره سرخ بلگراد | جمهوری فدرال سوسیالیستی یوگسلاوی | ۱۹     |
| ۷    | رود گولیت            | باشگاه فوتبال آ.ث. میلان       | هلند                             | ۱۶     |
| 8    | گئورگی هاجی          | باشگاه فوتبال استوا بخارست     | رومانی                           | ۱۱     |
| 8    | یورگن کلینزمن        | باشگاه فوتبال اینتر میلان      | آلمان غربی                       | ۱۱     |
| 10   | ژان-پیر پاپن         | باشگاه فوتبال المپیک مارسی     | فرانسه                           | ۱۰     |
| 10   | میشل پرودوم          | باشگاه فوتبال مشلان            | بلژیک                            | ۱۰     |
| ۱۲   | الکسی میخایلیچنکو    | باشگاه فوتبال دینامو کی‌یف      | اتحاد جماهیر شوروی               | ۶      |
| ۱۳   | میچل (بازیکن فوتبال) | باشگاه فوتبال رئال مادرید      | اسپانیا                          | ۵      |
| 14   | آندریاس برمه         | باشگاه فوتبال اینتر میلان      | آلمان غربی                       | ۳      |
| 14   | پائولو فوتری         | باشگاه فوتبال اتلتیکو مادرید   | پرتغال                           | ۳      |
| 14   | کارل-هاینتس ریدله    | باشگاه ورزشی وردر برمن         | آلمان غربی                       | ۳      |
| 17   | جان بارنز            | باشگاه فوتبال لیورپول          | انگلستان                         | ۲      |
| 17   | Packie Bonner        | باشگاه فوتبال سلتیک            | جمهوری ایرلند                    | ۲      |
| 17   | گلن هیزن             | باشگاه فوتبال لیورپول          | سوئد                             | ۲      |
| 17   | Oleh Kuznetsov       | باشگاه فوتبال دینامو کی‌یف      | اتحاد جماهیر شوروی               | ۲      |
| 17   | اندریاس مولر         | باشگاه فوتبال بروسیا دورتموند  | آلمان غربی                       | ۲      |
| 17   | خولیو سالیناس        | باشگاه فوتبال بارسلونا         | اسپانیا                          | ۲      |
| 23   | توماس هسلر           | باشگاه فوتبال کلن              | آلمان غربی                       | ۱      |
| 23   | رونالد کومان         | باشگاه فوتبال بارسلونا         | هلند                             | ۱      |
| 23   | Robby Langers        | باشگاه فوتبال نیس              | لوکزامبورگ                       | ۱      |
| 23   | گری لینکر            | باشگاه فوتبال تاتنهام هاتسپر   | انگلستان                         | ۱      |
| 23   | پائولو مالدینی       | باشگاه فوتبال آ.ث. میلان       | ایتالیا                          | ۱      |
| 23   | تئو سنادلرس          | باشگاه فوتبال آبردین           | هلند                             | ۱      |
| 23   | جانلوکا ویالی        | باشگاه فوتبال سمپدوریا         | ایتالیا                          | ۱      |
| 23   | Oleksandr Zavarov    | باشگاه فوتبال یوونتوس          | اتحاد جماهیر شوروی               | ۱      |